# Globočica
Globočica (mazedonisch Глобочица; albanisch definit Glloboçica, indefinit Glloboçicë) ist ein aufgegebenes Haufendorf im nördlichen Teil der Gemeinde Struga in der Region Südwesten der Republik Nordmazedonien. Der Ort liegt am Ostufer des Schwarzen Drins, der im Norden zum Globočicasee aufgestaut wird.

## Geographie

Karte mit Lage des Dorfes innerhalb der Gemeinde Struga (mazedonisch-kyrillisch)

Globočica befindet sich rund 20 Kilometer nördlich der Gemeindehauptstadt Struga. Nördlich hinter dem Berg liegt Lokov, im Nordosten Zbaždi und Prisovjani, im Osten Mislodežda, im Südosten Brčevo, im Süden Tašmaruništa und im Westen nacheinander Piskupština, Bezovo, Nerezi und Lukovo.
Das Dorf befindet sich an einem Hang des Karaorman-Gebirges auf einer Höhe zwischen 690 m. i. J. und 760 m. i. J.
Das Klima liegt wie in der ganzen Region im kontinental-mediterranen Übergangsgebiet.

## Bevölkerung
Der Ort hat keine Einwohner mehr (Stand 2021). Fast alle Bewohner gehörten der mazedonischen Mehrheit an und sprachen Mazedonisch. Sie bekannten sich fast ausschließlich zum orthodoxen Christentum. Im Dorf steht eine Kirche, die der Jungfrau Maria geweiht ist.
1961 lebten noch 465 Personen in Globočica.

## Geschichte
Bis zu deren Fusion mit der Gemeinde Struga im Jahr 2004 gehörte Globočica zur Gemeinde Lukovo.

## Verkehr
Globočica ist schlecht verbunden. Die Regionalstraße R1201, welche die Gemeindehauptstadt Struga mit der Stadt Debar im Norden verbindet, führt genau am anderen Seeufer, wohin jedoch keine Brücke führt. Der Ort ist einzig über eine Straße von Mislodežda her oder über das Wasser zu erreichen.